# Ministère de l'Économie du Reich
Le ministère de l'Économie du Reich était un ministère du Reich allemand créé en 1919 et chargé de l'Économie. Il est dissous après la disparition du Troisième Reich, en 1945, et forme le ministère fédéral de l'Économie en République fédérale d'Allemagne (RFA) et le ministère de l'Économie de la RDA en République démocratique allemande.

## Ministres
| Nom                             | Début            | Fin              | Parti       |
| ------------------------------- | ---------------- | ---------------- | ----------- |
| Rudolf Wissell (1869–1962)      | 13 février 1919  | 15 juillet 1919  | SPD         |
| Robert Schmidt (1864–1943)      | 16 juillet 1919  | 24 juin 1920     | SPD         |
| Ernst Scholz (1874–1932)        | 25 juin 1920     | 9 mai 1921       | DVP         |
| Robert Schmidt (1864–1943)      | 10 mai 1921      | 21 novembre 1922 | SPD         |
| Johann Becker (1869–1951)       | 22 novembre 1922 | 12 août 1923     | DVP         |
| Hans von Raumer (1870–1965)     | 13 août 1923     | 5 octobre 1923   | DVP         |
| Joseph Koeth (1870–1936)        | 6 octobre 1923   | 23 novembre 1923 | Indépendant |
| Eduard Hamm (1879–1944)         | 30 novembre 1923 | 15 décembre 1924 | DDP         |
| Albert Neuhaus (1873–1948)      | 15 janvier 1925  | 26 octobre 1925  | DVP         |
| Rudolf Krohne (1876–1953)       | 27 octobre 1925  | 5 décembre 1925  | DVP         |
| Julius Curtius (1877–1948)      | 19 janvier 1926  | 11 novembre 1929 | DVP         |
| Paul Moldenhauer (1876–1947)    | 12 novembre 1929 | 23 décembre 1929 | DVP         |
| Robert Schmidt (1864–1943)      | 24 décembre 1929 | 29 mars 1930     | SPD         |
| Hermann Dietrich (1879–1954)    | 30 mars 1930     | 26 juin 1930     | DDP         |
| Ernst Trendelenburg (1882–1945) | 27 juin 1930     | 8 octobre 1931   | Indépendant |
| Hermann Warmbold (1876–1976)    | 9 octobre 1931   | 28 avril 1932    | Indépendant |
| Ernst Trendelenburg (1882–1945) | 29 avril 1932    | 30 mai 1932      | Indépendant |
| Hermann Warmbold (1876–1976)    | 1er juin 1932    | 28 janvier 1933  | Indépendant |
| Alfred Hugenberg (1865–1951)    | 30 janvier 1933  | 29 juin 1933     | DNVP        |
| Kurt Schmitt (1886–1950)        | 29 juin 1933     | 3 août 1934      | NSDAP       |
| Hjalmar Schacht (1877–1970)     | 3 août 1934      | 26 novembre 1937 | Indépendant |
| Hermann Göring (1893–1946)      | 26 novembre 1937 | 15 janvier 1938  | NSDAP       |
| Walther Funk (1890–1960)        | 5 février 1938   | 1er mai 1945     | NSDAP       |
| Albert Speer (1905–1981)        | 2 mai 1945       | 23 mai 1945      | NSDAP       |

### Secrétaires d'État
| Nom                      | Début | Fin  | Parti       |
| ------------------------ | ----- | ---- | ----------- |
| Julius Hirsch (de)       | 1919  | 1923 | Indépendant |
| Ernst Trendelenburg      | 1923  | 1932 | Indépendant |
| Karl Schwarzkopf (de)    | 1932  | 1933 | Indépendant |
| Paul Bang (de)           | 1933  | 1933 | DNVP        |
| Hans Posse               | 1933  | 1938 | Indépendant |
| Rudolf Brinkmann (en)    | 1938  | 1939 | Indépendant |
| Friedrich Landfried (de) | 1939  | 1943 | Indépendant |
| Franz Hayler             | 1943  | 1945 | NSDAP       |
| Otto Ohlendorf           | 1943  | 1945 | NSDAP       |